# 国鉄3450形蒸気機関車

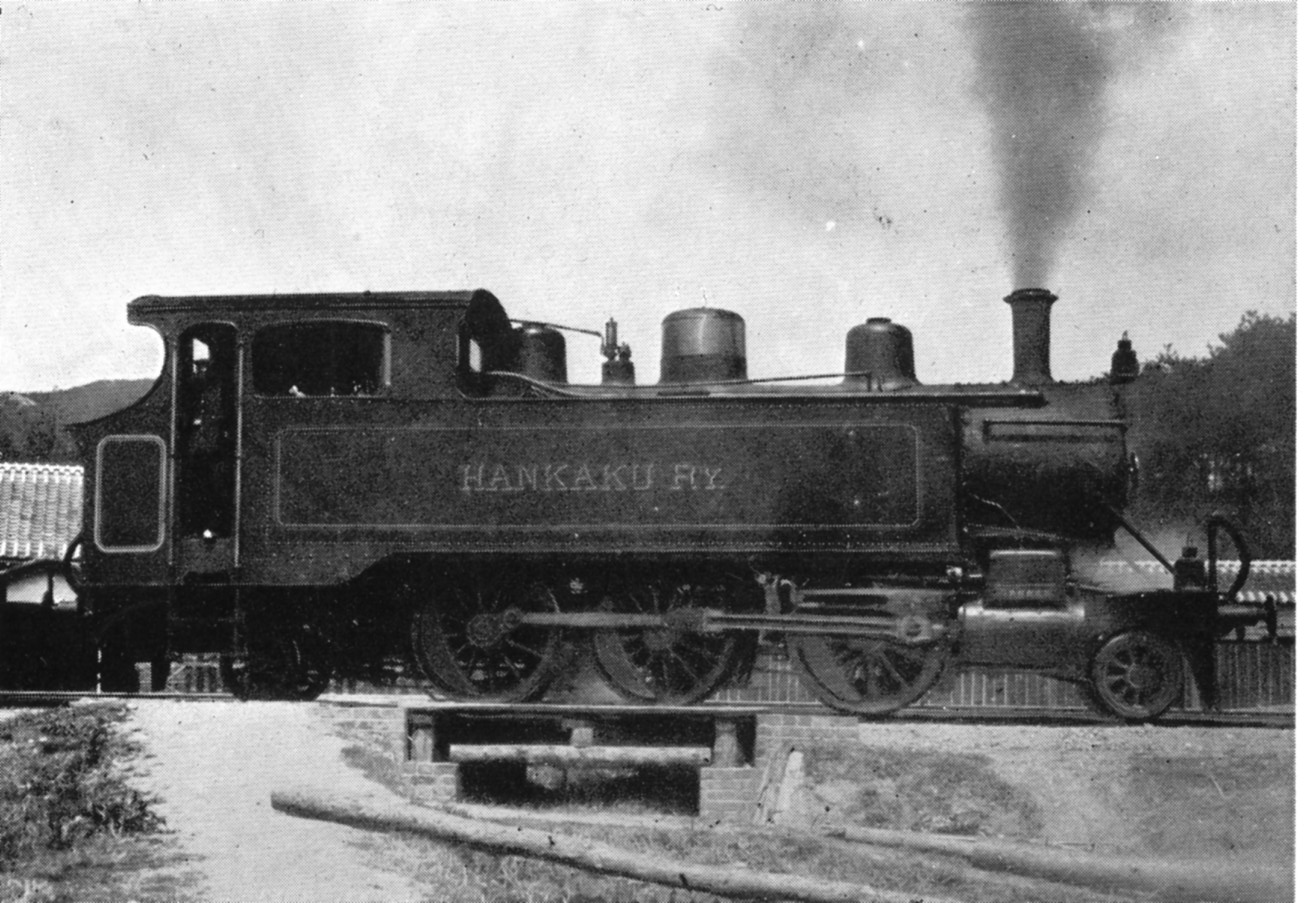
阪鶴鉄道 A3形（番号不明）

3450形は、かつて日本国有鉄道の前身である鉄道院・鉄道省に在籍したタンク式蒸気機関車である。

## 概要
元は、阪鶴鉄道が1898年（明治31年）にアメリカ合衆国のブルックス・ロコモティブ・ワークスから2両（製造番号 2997，2998）を輸入した車軸配置2-6-2(1C1)で2気筒単式の飽和式機関車である。阪鶴鉄道ではA3形(6，7)と称した。1907年（明治40年）の国有化にともなって国有鉄道に移籍し、1909年（明治42年）に制定された鉄道院の車両称号規程では、3450形（3450，3451）に改番された。
ブルックス製の機関車の例にもれず、運転室側窓の上部がアーチ状で屋根は深く、側水槽の後端部から運転室出入り口、後部炭庫に至るラインは曲線で結ばれている。側水槽は運転室側面と一体になっており、この点では鉄道院3400形（誤定の3418）と同様、主動輪の位置が後退しているのは南海鉄道の6形と同様である。また、高野鉄道から阪鶴鉄道に入ったA7形（後の鉄道院3350形）とも類似している。
国有化後は、旧所属の福知山から奈良、姫路、岡山、米子などを2両別々に転々とし、工事や入換用に使用されたが、1922年（大正11年）7月に廃車解体された。最後の配置は両車とも名古屋鉄道局管内であった。

## 主要諸元
- 全長：10,154mm
- 全高：3,607mm
- 全幅：2,591mm
- 軌間：1,067mm
- 車軸配置：2-6-2 (1C1)
- 動輪直径：1,321mm
- 弁装置：スチーブンソン式アメリカ型
- シリンダー（直径×行程）：381mm×559mm
- ボイラー圧力：11.2kg/cm2
- 火格子面積：1.49m2
- 全伝熱面積：91.41m2
  - 煙管蒸発伝熱面積：83.61m2
  - 火室蒸発伝熱面積：7.8m2
- ボイラー水容量：3.34m3
- 小煙管（直径×長サ×数）：44.5mm×2,851mm×210本
- 機関車運転整備重量：47.99t
- 機関車空車重量：37.82t
- 機関車動輪上重量（運転整備時）：35.39t
- 機関車動輪軸重（第2動輪上）：12.90t
- 水タンク容量：6.00m3
- 燃料積載量：2.18t
- 機関車性能
  - シリンダ引張力：5,850kg
- ブレーキ装置：手ブレーキ、蒸気ブレーキ

## 同形機
同形機としては、南海鉄道に導入された6形4両(9 - 12)がある。これらも1898年に製造された製造番号 3058 - 3061で、車軸配置は第2動輪が後方にオフセットされているのは阪鶴鉄道のものと同様であるが、側水槽が幅広で、運転台よりわずかに張り出している点が異なる。
これらは、南海鉄道の電化とともに余剰となり、11と9は、それぞれ1924年（大正13年）3月と1925年（大正14年）6月に博多湾鉄道に譲渡されて5, 6となり、さらに同社が西日本鉄道に統合されて2（3代）, 3（3代）となった後、廃車となった。
南海鉄道に残った10, 12は、そのまま1927年（昭和2年）5月に廃車となった。